# Primer románico (Cataluña)

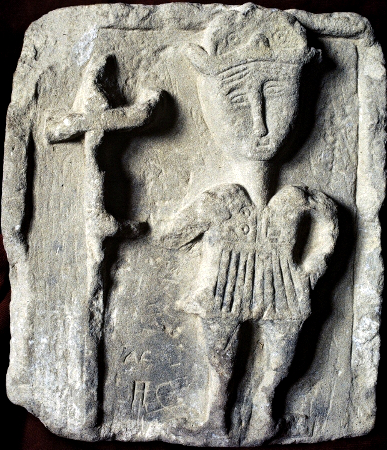
Representación de Luesia, en Aragón de hacia 970 de un rey sosteniendo la cruz procesional que se enarbolaba al entrar en batalla.

Primer románico es la denominación debida a Puig i Cadafalch para referirse al arte románico en el extremo noreste de España desde finales del siglo X.
La vinculación al disuelto Imperio carolingio y la proximidad geográfica de los condados de la Marca Hispánica al reino de Francia hizo que apareciesen en la mitad norte de Aragón, Cataluña y Navarra manifestaciones del incipiente arte románico. Mientras que este arte no logró arraigar en el resto de la península ibérica hasta el segundo tercio del siglo XI, en los núcleos pirenaicos se encuentran numerosos ejemplos anteriores que, si no plenamente románicos, sí contienen muchas de las características definitorias de este estilo artístico.
Para eludir el término prerrománico que suele emplearse con una acepción mucho más amplia que encuadra genéricamente el arte altomedieval, y en España los estilos visigodo, asturiano, mozárabe y de repoblación, Puig i Cadafalch prefirió utilizar la expresión “primer románico” o “primer arte románico” para designar aquellas anticipaciones catalanas del románico propiamente dicho. Esta denominación es hoy comúnmente aceptada.
Durante el primer cuarto del siglo XI puede constatarse una gran actividad arquitectónica por parte de los grupos compuestos de maestros y canteros lombardos que trabajaron por todo el territorio catalán, erigiendo templos bastante uniformes. El gran impulsor y difusor (así como patrocinador) de este arte fue Oliba, monje y abad del monasterio de Ripoll, que en 1032 mandó ampliar  este edificio con un cuerpo de fachada donde se levantaron sendas torres, más un crucero donde se incluyeron siete ábsides, todo ello decorado al exterior con ornamentación lombarda de arquillos ciegos y fajas verticales.